# 皇名月
皇 名月（すめらぎ なつき、漫画作品においては皇 なつき表記、1967年8月21日 - ）は、日本の漫画家。大阪府出身。女性。立命館大学文学部日本文学専攻卒業。O型。
1989年、大学在学中に描いた漫画『蛇姫御殿』がASUKA漫画大賞に入選し、1990年同作品で『ファンタジーDX』よりデビュー。イラストの仕事もこなすが、肩書きはあくまで「漫画家」（本人ホームページのプロフィールより）。
中国を舞台にした歴史的な作品が有名だが、西洋ものや現代もの、ファンタジーまで幅広く描く。

## 作品リスト

### 漫画
- 花情曲（1991年、あすかコミックスDX、「虎嘯」「蛇姫御殿」収録）
- 梁山伯と祝英台（1992年、あすかコミックスDX、「修善寺物語」「人喰い」収録）
- 李朝・暗行記（1993年、あすかコミックスDX、「貢院の鬼」収録）
- 桃花源奇譚（1994年、伊丹姿子との合作、アニメージュコミックス、未完）
- 燕京伶人抄（1995年、あすかコミックスDX）
- 黄土の旗幟のもと（1996年、あすかコミックスDX）
- 燕京伶人抄 [弐] 女兒情（1997年、あすかコミックスDX）
- 恋泉 花情曲余話（1998年、あすかコミックスDX、「狐媚」収録）
- 始皇帝暗殺（1998年、あすかコミックスDX）
- 山に住む神（2000年、あすかコミックスDX、「越人歌」「略奪された娘」「桃花扇」「青楼女人国」収録）
- 黒猫の三角（2002年、森博嗣原作、あすかコミックスDX）
- Archaic Chain -アルカイック・チェイン-（2005年、天河信彦原作、BLADE COMICS）
- 夢源氏剣祭文（2007年、小池一夫原作、時代劇漫画 刃-ジン-→ヤングエース連載中）
- あやし 怪（2010年、宮部みゆき原作、コミック怪連載、2010年夏号より）
- 夢源氏剣祭文 壱（2014年、小池一夫原作、角川書店、2007年版に加筆）
- 夢源氏剣祭文 弐（2014年、小池一夫原作、角川書店、三巻出版は現在未定）
- 蜜蜂と遠雷 （2019年、恩田陸原作、幻冬舎、comicブースト連載中[1]）

### ゲーム
- 双界儀（キャラクターデザイン、スクウェア）
- パレドゥレーヌ（パッケージ／タイトルイラスト、工画堂）
- Alteil 神々の世界『ラヴァート』年代記（作中のカードイラスト、デックスエンタテインメント）

### 小説の表紙・挿絵
- 陰陽師九郎判官（田中啓文著／コバルト文庫）
- ネコノメノヨウニ…（田中啓文著／スーパーダッシュ文庫）
- 中国帝王図（田中芳樹、狩野あざみ、井上祐美子、赤坂好美著／講談社文庫）
- 奔流（田中芳樹著／祥伝社）
- 風よ、万里を翔けよ（田中芳樹著／徳間書店）
- 痛快世界の冒険文学18 運命 二人の皇帝（田中芳樹著／講談社）
- 海嘯（田中芳樹著／中央公論社）
- 岳飛伝（田中芳樹編訳／中央公論新社）
- 隋唐演義（田中芳樹訳／徳間書店）
- 梨花槍天下無敵（井上祐美子著／学研M文庫）
- 光の王（ロジャー・ゼラズニイ著　深町真理子訳／早川書房）
- インド三国志（陳舜臣著／講談社）
- わが集外集（陳舜臣著／講談社）
- 陰陽師鬼談　安倍晴明物語（荒俣宏著／角川文庫）
- 亡き勇者のための哀歌（吉田縁著／エンターブレイン）
- 『シャーリアの魔』シリーズ（ダイアナ・マーセラス著、関口幸男訳／ハヤカワ文庫）
  - 海より生まれし娘
  - 夢の灯りがささやくとき
  - 夜明けをつげる森の調べ
- おぼろ隠密記（六道慧著／光文社）
- 十手小町事件帳（六道慧著／光文社）

### 小説以外の挿絵
- 爆笑三国志シリーズ（光栄）

### トレーディングカードゲーム
- アニムンサクシス（エンターブレイン）
- 妖精伝承（エンターブレイン）

### 画集
- 画趣 皇なつき作品集（飛鳥新社、2005年2月15日初版第一刷発行）ISBN 4-87031-621-8

### その他
- グイン・サーガ（アニメ）（キャラクターデザイン原案[2][3]）